# Eryngium rochei
Eryngium rochei är en flockblommig växtart som beskrevs av Lincoln Constance. Eryngium rochei ingår i släktet martornar, och familjen flockblommiga växter. Inga underarter finns listade i Catalogue of Life.